# C/1966 P2 Barbon
La Cometa Barbon, formalmente indicata come C/1966 P2 (Barbon), è una cometa non periodica scoperta il 15 agosto 1966 come un oggetto della nona magnitudine, dall'astronomo italiano Roberto Barbon, con il telescopio Schmidt Samuel Oschin di 1,22 metri di diametro dell'osservatorio di Monte Palomar (codice 675) situato in California. Una scoperta indipendente della cometa sarebbe stata effettuata da Alan Thomas.